# Anthony D. Williams, Sr.
Anthony David Williams, Sr. (1799-1860) was een Liberiaans zendeling en staatsman. Van 7 januari 1850 tot 2 januari 1854 was hij vicepresident van Liberia. Hij was de tweede persoon die deze functie bekleedde.

## Biografie
Hij werd in 1799 in de Verenigde Staten van Amerika.p. 61 Hij kwam in 1823 naar Liberia, bekeerde zich tot het Christelijke geloofp. 47 en werd zendeling en predikant voor de Methodistische kerk aldaar.pp. 47, 61 Van 1837 tot 1839 was hij als koloniaal agent werkzaam voor de American Colonization Society die zich richtte op het stichten van nederzettingen van vrijgelaten Amerikaanse negerslaven aan de westkust van Afrika. In de functie van koloniaal agent was hij de hoogste gezagsdrager namens de ACS ter plaatse. 
Bij de verkiezingen in 1849 was hij kandidaat voor het vicepresidentschap en nam het op tegen zittend vicepresident Nathaniel Brander. Omdat beide kandidaten ongeveer evenveel stemmen hadden gekregen was het aan het Huis van Afgevaardigden om een vicepresident aan te wijzen. Hun keuze viel uiteindelijk op Williams. Hij diende van 7 januari 1850 tot 2 januari 1854 als vicepresident van Liberia onder president Joseph Jenkins Roberts.
Anthony D. Williams, Sr. overleed in 1860.
Zijn zoon, Anthony D. Williams, Jr., was minister van Oorlog en Marine en bij de verkiezingen van 1891, 1893, 1895, 1897, 1899, presidentskandidaat voor de New Republican Party, en later voor de National Union Party.